# Blavozy
Blavozy település Franciaországban, Haute-Loire megyében. Lakosainak száma 1722 fő (2022. január 1.). Blavozy Chaspinhac, Malrevers, Saint-Étienne-Lardeyrol, Saint-Germain-Laprade és Saint-Pierre-Eynac községekkel határos.

## Népesség
A település népességének változása:
| Lakosok száma | 518  | 996  | 1163 | 1547 | 1629 | 1654 | 1656 | 1687 | 1703 | 1722 |
|               | 1968 | 1982 | 1990 | 2006 | 2013 | 2015 | 2017 | 2019 | 2020 | 2022 |